# Tidili Mesfioua
Tidili Mesfioua (en àrab تيدلي مسفيوة, Tīdlī Masfīwa; en amazic ⵜⵉⴷⵉⵍⵉ ⵎⵙⴼⵉⵡⴰ) és una comuna rural de la província d'Al Haouz, a la regió de Marràqueix-Safi, al Marroc. Segons el cens de 2014 tenia una població total de 21.706 persones.